# Carl Anderson (directeur artistique)
Pour les articles homonymes, voir Anderson et Carl Anderson.
Carl Anderson (né le 13 juin 1903 à Dover, dans le New Jersey et mort le 22 septembre 1989  à North Hollywood, un quartier de Los Angeles) est un directeur artistique américain.

## Filmographie
- 1949 : Française d'occasion (Slightly French) de Douglas Sirk

## Récompenses et distinctions
Carl Anderson a été nommé deux fois pour l'Oscar des meilleurs décors pour les films La Colère du juste (1959) et Lady Sings the Blues (1972).

## Source de la traduction
- (en) Cet article est partiellement ou en totalité issu de l’article de Wikipédia en anglais intitulé « Carl Anderson (art director) » (voir la liste des auteurs).